# Mária Érdi
Mária Érdi (Budapest, 18 de febrero de 1998) es una deportista húngara que compite en vela en la clase Laser Radial.
Ganó una medalla de oro en el Campeonato Mundial de Laser Radial de 2023 y dos medallas en el Campeonato Europeo de Laser Radial, en los años 2023 y 2024.

## Palmarés internacional
| \| Campeonato Mundial \| Campeonato Mundial \| Campeonato Mundial \| Campeonato Mundial \| \| Año \| Lugar \| Medalla \| Clase \| \| ------------------ \| ---------------------- \| ------------------ \| ------------------ \| \| 2023 \| La Haya (Países Bajos) \| Medalla de oro \| Laser Radial \| \| Campeonato Europeo \| \| \| \| \| Año \| Lugar \| Medalla \| Clase \| \| 2023 \| Andora (Italia) \| Medalla de bronce \| Laser Radial \| \| 2024 \| Atenas (Grecia) \| Medalla de oro \| Laser Radial \| |                        |                   |              |
| Campeonato Mundial |                        |                   |              |
| Año | Lugar                  | Medalla           | Clase        |
| 2023 | La Haya (Países Bajos) | Medalla de oro    | Laser Radial |
| Campeonato Europeo |                        |                   |              |
| Año | Lugar                  | Medalla           | Clase        |
| 2023 | Andora (Italia)        | Medalla de bronce | Laser Radial |
| 2024 | Atenas (Grecia)        | Medalla de oro    | Laser Radial |